# Premis Oscar de 1982
Els Premis Oscar de 1982 (en anglès: 55th Academy Awards) foren presentats l'11 d'abril de 1983 en una cerimònia realitzada al Dorothy Chandler Pavilion de Los Angeles.
En aquesta edició actuaren de presentadors Liza Minnelli, Dudley Moore, Richard Pryor i Walter Matthau.

## Curiositats
La pel·lícula més nominada de la nit fou Gandhi de Richard Attenborough, que amb onze nominacions aconseguí guanyar vuit premis, entre ells pel·lícula, director, actor principal i guió original entre d'altres. La comèdia Tootsie de Sydney Pollack tot i rebre deu nominacions únicament aconseguí l'Oscar a la millor actriu secundària per Jessica Lange, el primer de la seva carrera.
Meryl Streep aconseguí el segon Oscar de la seva carrera per la seva interpretació a La decisió de la Sophie d'Alan J. Pakula, i Louis Gossett, Jr. aconseguí l'Oscar al millor actor secundari per Oficial i cavaller de Taylor Hackford, convertint-se en el primer actor afroamericà en aconseguir el guardó en aquesta categoria.
Els compositors Alan i Marilyn Bergman es convertiren en els primers a aconseguir tres nominacions en la categoria de millor cançó en una mateixa edició, si bé no guanyaren el premi per cap d'elles.

## Premis
| Millor pel·lícula | Millor direcció |
| --- | --- |
| - Gandhi (Richard Attenborough per Goldcrest Films) - ET, l'extraterrestre (Kathleen Kennedy i Steven Spielberg per Amblin Entertainment i Universal Pictures) - Missing (Edward Lewis i Mildred Lewis per PolyGram Filmed Entertainment) - Tootsie (Sydney Pollack i Dick Richards per Mirage Enterprises) - Veredicte final (Richard D. Zanuck i David Brown per 20th Century Fox) | - Richard Attenborough per Gandhi - Steven Spielberg per ET, l'extraterrestre - Wolfgang Petersen per El submarí - Sydney Pollack per Tootsie - Sidney Lumet per Veredicte final |
| Millor actor | Millor actriu |
| - Ben Kingsley per Gandhi com a Mohandas Gandhi - Dustin Hoffman per Tootsie com a Michael Dorsey/Dorothy Michaels - Jack Lemmon per Missing com a Edmund Horman - Paul Newman per Veredicte final com a Frank Galvin - Peter O'Toole per My Favorite Year com a Alan Swann | - Meryl Streep per La decisió de la Sophie com a Zofia "Sophie" Zawistowski - Julie Andrews per Victor Victoria com a Victoria Grant/Comte Victor Grazinski - Jessica Lange per Frances com a Frances Farmer - Sissy Spacek per Missing com a Beth Horman - Debra Winger per Oficial i cavaller com a Paula Pokrifki |
| Millor actor secundari | Millor actriu secundària |
| - Louis Gossett, Jr. per Oficial i cavaller com a sargent Emil Foley - Charles Durning per The Best Little Whorehouse in Texas com a El Gobernador - John Lithgow per The World According to Garp com a Roberta Muldoon - James Mason per Veredicte final com a Ed Concannon - Robert Preston per Victor Victoria com a Carroll "Toddy" Todd                                         | - Jessica Lange per Tootsie com a Julie Nichols - Glenn Close per The World According to Garp com a Jenny Fields - Teri Garr per Tootsie com a Sandy Lester - Kim Stanley per Frances com a Lillian Van Ornum Farmer - Lesley Ann Warren per Victor Victoria com a Norma Cassidy |
| Millor guió original | Millor guió adaptat |
| - John Briley per Gandhi - Barry Levinson per Diner - Melissa Mathison per ET, l'extraterrestre - Douglas Day Stewart per Oficial i cavaller - Larry Gelbart, Murray Schisgal i Don McGuire per Tootsie | - Costa-Gavras i Donald E. Stewart per Missing (sobre hist. de Thomas Hauser) - Alan J. Pakula per La decisió de la Sophie (sobre hist. de William Styron) - Wolfgang Petersen per El submarí (sobre hist. de Lothar-Günther Buchheim) - David Mamet per Veredicte final (sobre hist. de Barry Reed) - Blake Edwards per Victor Victoria (sobre guió de Reinhold Schünzel) |
| Millor pel·lícula de parla no anglesa | Millor cançó original |
| - Volver a empezar de José Luis Garci (Espanya) - Alsino y el cóndor de Miguel Littín (Nicaragua) - Coup de Torchon de Bertrand Tavernier (França) - Ingenjör Andrées luftfärd de Jan Troell (Suècia) - Vida privada de Juli Raisman (URSS) | - Jack Nitzsche i Buffy Sainte-Marie (música); Will Jennings (lletra) per Oficial i cavaller ("Up Where We Belong") - Michel Legrand (música); Alan i Marilyn Bergman (lletra) per Best Friends ("How Do You Keep the Music Playing?") - Jim Peterik i Frankie Sullivan (música i lletra) per Rocky III ("Eye of the Tiger") - Dave Grusin (música); Alan i Marilyn Bergman (lletra) per Tootsie ("It Might Be You") - John Williams (música); Alan i Marilyn Bergman (lletra) per Yes, Giorgio ("If We Were In Love") |
| Millor banda sonora | Millor banda sonora - Cançons o adaptació |
| - John Williams per ET, l'extraterrestre - Marvin Hamlisch per La decisió de la Sophie - Ravi Shankar i George Fenton per Gandhi - Jack Nitzsche per Oficial i cavaller - Jerry Goldsmith per Poltergeist | - Henry Mancini i Leslie Bricusse per Victor Victoria - Ralph Burns (adaptació) per Annie - Tom Waits (adaptació) per Història d'amor |
| Millor fotografia | Millor maquillatge |
| - Billy Williams i Ronnie Taylor per Gandhi - Jost Vacano per Das Boot - Néstor Almendros per La decisió de la Sophie - Allen Daviau per ET, l'extraterrestre - Owen Roizman per Tootsie | - Sarah Monzani i Michele Burke per La Guerre du feu - Tom Smith per Gandhi |
| Millor direcció artística | Millor vestuari |
| - Stuart Craig i Robert W. Laing; Michael Seirton per Gandhi - Dale Hennesy; Marvin March per Annie - Lawrence G. Paull i David L. Snyder; Linda DeScenna per Blade Runner - Franco Zeffirelli; Gianni Quaranta per La Traviata - Rodger Maus, Tim Hutchinson i William Craig Smith; Harry Cordwell per Victor Victoria                                                              | - John Mollo i Bhanu Athaiya per Gandhi - Piero Tosi per La Traviata - Albert Wolsky per La decisió de la Sophie - Elois Jenssen i Rosanna Norton per Tron - Patricia Norris per Victor Victoria |
| Millor muntatge | Millor so |
| - John Bloom per Gandhi - Hannes Nikel per Das Boot - Carol Littleton per ET, l'extraterrestre - Fredric Steinkamp i William Steinkamp per Tootsie - Peter Zinner per Oficial i cavaller | - Robert Knudson, Robert Glass, Don Digirolamo i Gene Cantamessa per ET, l'extraterrestre - Milan Bor, Trevor Pyke i Mike Le Mare per Das Boot - Gerry Humphreys, Robin O'Donoghue, Jonathan Bates i Simon Kaye per Gandhi - Arthur Piantadosi, Les Fresholtz, Dick Alexander i Les Lazarowitz per Tootsie - Michael Minkler, Bob Minkler, Lee Minkler i James LaRue per Tron |
| Millors efectes visuals | Millor edició d'efectes de so |
| - Carlo Rambaldi, Dennis Muren i Kenneth Smith per ET, l'extraterrestre - Douglas Trumbull, Richard Yuricich i David Dryer per Blade Runner - Richard Edlund, Michael Wood i Bruce Nicholson per Poltergeist | - Charles L. Campbell i Ben Burtt per ET, l'extraterrestre - Mike Le-Mare per Das Boot - Stephen Hunter Flick i Richard L. Anderson per Poltergeist |
| Millor documental | Millor curtmetratge documental |
| - Just Another Missing Kid de John Zaritsky - After the Axe de Sturla Gunnarsson i Steve Lucas - Ben's Mill de John Karol i Michel Chalufour - In Our Water de Meg Switzgable - A Portrait of Giselle de Joseph Wishy | - If You Love This Planet d'Edward Le Lorrain i Terri Nash - Gods of Metal de Robert Richter - The Klan: A Legacy of Hate in America de Charles Guggenheim i Werner Schumann - To Live or Let Die de Freida Lee Mock - Traveling Hopefully de John G. Avildsen |
| Millor curtmetratge | Millor curtmetratge d'animació |
| - A Shocking Accident de Christine Oestreicher - Ballet Robotique de Bob Rogers - The Silence de Michael Toshiyuki Uno i Joseph Benson - Split Cherry Tree de Jan Saunders - Sredni Vashtar d'Andrew Birkin | - Tango de Zbigniew Rybczyński - The Great Cognito de Will Vinton - The Snowman de John Coates |

## Premi Honorífic

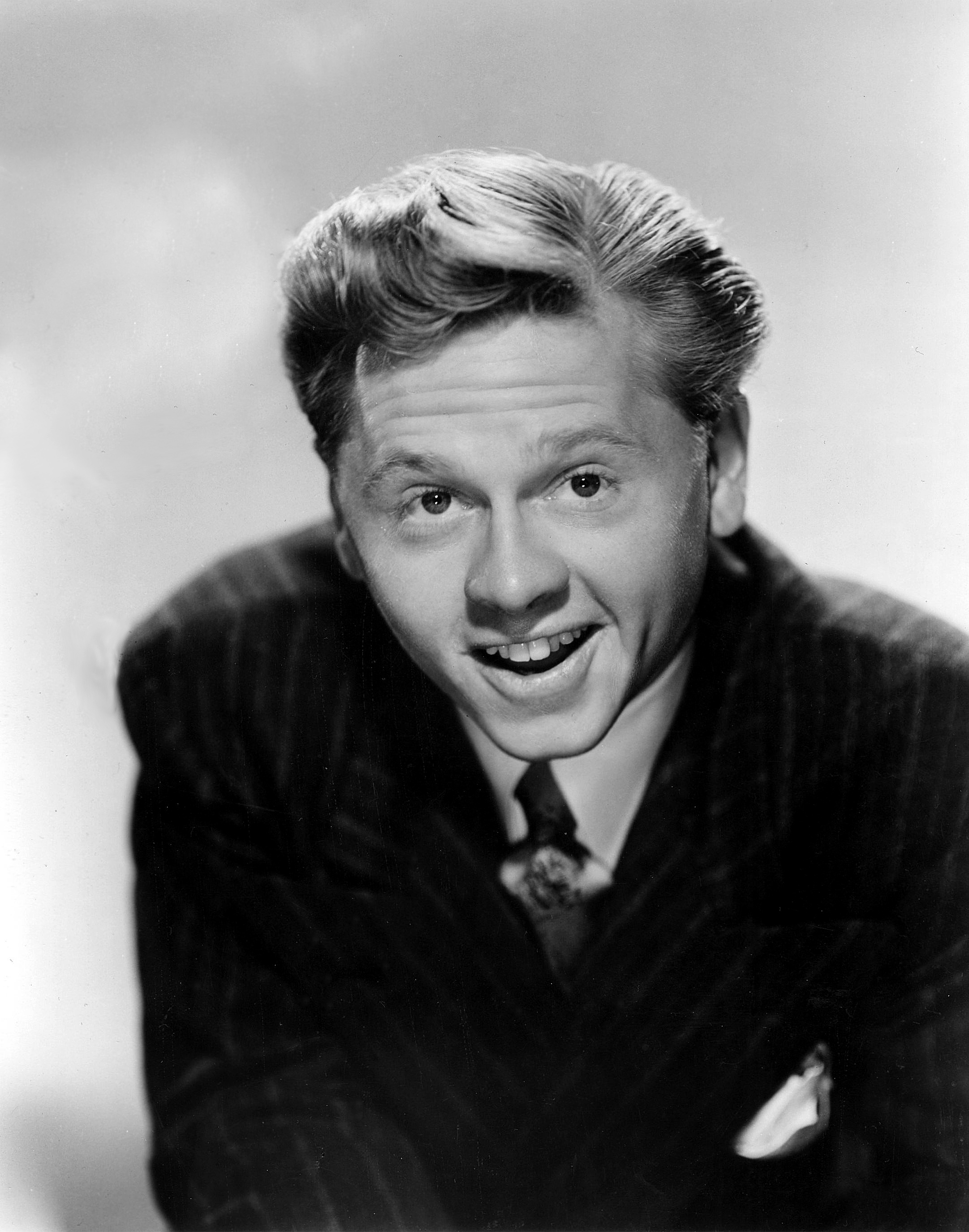
Mickey Rooney el 1945.

- Mickey Rooney - en reconeixement dels seus 60 anys de versatilitat en una varietat de memorables actuacions. [estatueta]

## Premi Humanitari Jean Hersholt
- Walter Mirisch

## Premi Gordon E. Sawyer
- John Aalberg

## Presentadors
| Nom                              |                                            |
| -------------------------------- | ------------------------------------------ |
| Hank Simms                       | Anunciador dels premis                     |
| Fay Kanin (president AMPAS)      | Obertura i benvinguda                      |
| Luise Rainer Jack Valenti        | Millor pel·lícula de parla no anglesa      |
| Christopher Reeve Susan Sarandon | Millor actor secundari                     |
| Jane Russell Cornel Wilde        | Millor maquillatge                         |
| Matt Dillon Kristy McNichol      | Millors curtmetratges                      |
| Charlton Heston                  | Premi Humanitari Jean Hersholt             |
| Cher Plácido Domingo             | Millor música original i adaptació/cançons |
| Steve Guttenberg Ann Reinking    | Millor vestuari                            |
| Elizabeth McGovern Eddie Murphy  | Millors efectes visuals                    |
| Jamie Lee Curtis Carl Weathers   | Millor edició de so                        |
| JoBeth Williams David L. Wolper  | Millors documentals                        |
| Margot Kidder William Shatner    | Millor direcció artística                  |
| Michael Keaton Nastassja Kinski  | Millor fotografia                          |
| Bob Hope                         | Premi Honorífic                            |
| Lisa Eilbacher David Keith       | Millor so                                  |
| Tom Selleck Raquel Welch         | Millo muntatge                             |
| Olivia Newton-John               | Millor cançó                               |
| Robert Mitchum Sigourney Weaver  | Millor actriu secundària                   |
| Philip Dunne                     | Millor guió original i adaptat             |
| Billy Wilder                     | Millor direcció                            |
| Sylvester Stallone               | Millor actriu                              |
| John Travolta                    | Millor actor                               |
| Carol Burnett                    | Millor pel·lícula                          |

### Actuacions
| Nom                                                     | Paper                        | Peça |
| ------------------------------------------------------- | ---------------------------- | --- |
| Bill Conti                                              | Arranjador musical Conductor | Orquestra |
| Walter Matthau Liza Minnelli Dudley Moore Richard Pryor | Interpreten                  | "It All Comes Down to This" |
| The Temptations Sandahl Bergman                         | Interpreten                  | "Eye of the Tiger" de Rocky III |
| Patti Austin James Ingram                               | Interpreten                  | "How Do You Keep the Music Playing?" de Best Friends |
| Joe Cocker Jennifer Warnes                              | Interpreten                  | "Up Where We Belong" d'Oficial i cavaller |
| Stephen Bishop                                          | Interpreta                   | "It Might Be You" de Tootsie |
| Peter Allen Bernadette Peters Cor de l'Acadèmia         | Interpreten                  | "Alexander's Ragtime Band" "I Love a Piano" "Play a Simple Melody" "It's a Lovely Day Today" "Blue Skies" "I Got the Sun in the Mornin' (and the Moon at Night)" "Let's Face the Music and Dance" "Let Yourself Go" "Puttin' on the Ritz" "Top Hat, White Tie and Tails" "Steppin' Out with My Baby" "Shakin' the Blues Away" "What'll I Do" "A Pretty Girl Is like a Melody" "There's No Business like Show Business" |
| Melissa Manchester                                      | Interpreta                   | "If We Were in Love" de Yes, Giorgio |
| Cor de l'Acadèmia                                       | Interpreta                   | “That's Entertainment!” |

## Múltiples nominacions i premis
| Les següents pel·lícules van rebre diverses nominacions: - 11 nominacions: Gandhi - 10 nominacions: Tootsie - 9 nominacions: ET, l'extraterrestre - 7 nominacions: Victor Victoria - 6 nominacions: Das Boot i Oficial i cavaller - 5 nominacions: La decisió de la Sophie i Veredicte final - 4 nominacions: Missing - 3 nominacions: Poltergeist - 2 nominacions: Annie, Blade Runner, Frances, La Traviata, Tron, The World According to Garp | Les següents pel·lícules van rebre més d'un premi: - 8 premis: Gandhi - 4 premis: ET, l'extraterrestre - 2 premis: Oficial i cavaller |